# 연예인 엑스파일
연예인 엑스파일은 대한민국의 최고급스타 99명과 유망한 신인 26명을 뒤집어 깐 정보를 정리한 파워포인트 문서를 가리킨다. 2005년 1월 경, 이 문서가 포털 사이트 및 파일 공유 서비스, 인터넷 메신저를 통해서 급격히 확산되면서 널리 알려졌다. 정확한 제목은 《광고모델 DB 구축을 위한 사외 전문가 Depth Interview 결과 보고서》이며, 파워포인트 112장 분량이다. 제일기획이 광고 모델을 체계적으로 관리하려는 목적으로 동서리서치에 의뢰해 만든 것으로 알려졌다. 방송사의 연예정보 리포터 2명과 스포츠신문, 통신사 기자 8명에게 연예인에 대한 정보를 인터뷰하고 이것을 정리한 것이다.
각각의 모델은 다음 5가지 항목으로 정리했다.
- 현재 위치
- 비전
- 매력·재능
- 자기관리
- 소문

'현재 위치', '비전', '매력·재능', '자기관리'는 각각 1~5개의 별점으로 평가했고, '소문'에 관해서는 해당 연예인에 대한 소문을 정리했다.
광고 모델로 계약한 연예인에게 차후에 발생할지 모르는 스캔들을 미리 조사하겠다는 의도로 만들었다고 주장했으나, 일반인들에게 루머로 떠돌던 이야기가 적나라하게 문서로 정리되었다는 점에서 많은 호기심을 불러 일으켰다. 동서리서치의 직원이 재미있는 것이 있다면서 자신의 친구에게 유출한 것이 인터넷 메신저 등을 타고 급속도로 펴진 것으로 알려졌다.
이후 일부 내용이 사실로 확인되기도 하였다.